# Thomas Philippe
Thomas Marie Philippe, även känd som fader Thomas, ursprungligen Jean Marie Joseph Philippe, född 18 mars 1905 i Cysoing, död 4 februari 1993 i Saint-Jodard, var en fransk dominikanpräst.
Philippe undervisade i teologi vid Le Saulchoir och vid Angelicum, Sankt Thomas av Aquinos påvliga universitet, och vid den dominikanska teologiska fakulteten i Rom. Han ledde sedan olika kommuniteter, bland annat Eau Vive, ett internationellt centrum för filosofi och teologi.
Av då icke offentliggjorda skäl förbjöds Philippe 1956 av Vatikanen att undervisa och att förvalta sakramenten offentligt.
På Eau Vive blev prästen Jean Vanier bekant med Philippe 1950 och Philippe blev Vaniers andliga vägledare. Han introducerade honom några år senare bland handikappade i Val Fleuri, en plats för personer med psykiska funktionsnedsättningar. Tillsammans grundade de 1964 den första  L'Arche-kommuniteten som välkomnar människor med psykisk funktionsnedsättning, och Philippe kom sedan att följa den växande verksamheten.
Med anledning av nya uppgifter gjordes 2015 en kanonisk utredning, 22 år efter Philippes död 1993, som kunde bekräfta att omkring tio kvinnor utnyttjats av Philippe mellan 1970 och 1991. Kvinnorna vittnade om ett psykologiskt och andligt grepp där de ombetts att inte avslöja det skedda.